# Хептадеканска киселина
Хептадеканска киселина или маргаринска киселина је засићена вишемасна киселина.
Њена формула је . Јавља се у масти и млечној масти преживара. Соли и естри хептадеканске киселине се зову хептадеканоати.

## Особине
| Особина                  | Вредност |
| ------------------------ | -------- |
| Particioni koeficijent ( | 6,8      |
| Rastvorljivost (logS, log(mol/L))       | -7,2     |
| Polarna površina (PSA, Å2)  | 37,3     |